# Witbuikstekelstaart
De witbuikstekelstaart (Mazaria propinqua synoniem: Synallaxis propinqua) is een zangvogel uit de familie Furnariidae (ovenvogels).

## Kenmerken
De vogel is 15 tot 16 cm lang en onopvallend grijsbruin van boven en grijs op borst en buik en een smalle lichte wenkbrauwstreep en een donkere keelvlek. De roodbruin gekleurde staart oogt rafelig.

## Verspreiding en leefgebied
Deze soort komt voor op riviereilanden in het Amazonebekken van de Guyana's tot Bolivia. Zijn natuurlijke habitat is subtropisch of tropisch vochtig struikgewas.

## Status
De grootte van de populatie is niet gekwantificeerd maar de soort wordt omschreven als algemeen maar met een versnipperd verspreidingsgebied. Op de Rode lijst van de IUCN heeft deze soort de status niet bedreigd.